# Paraleurolobus
Paraleurolobus es un género de hemíptero de la familia Aleyrodidae, con una subfamilia: Aleyrodinae.

## Especies
Las especies de este género son:
- Paraleurolobus chamaedoreae Russell, 1994
- Paraleurolobus imbricatus Sampson & Drews, 1941